# Engytatus
Engytatus is een geslacht van wantsen uit de familie van de Miridae (Blindwantsen). Het geslacht werd voor het eerst wetenschappelijk beschreven door Odo Reuter in 1905.

## Soorten
Het genus bevat de volgende soorten:

- Engytatus acuminatus (Knight, 1938)
- Engytatus affinis (Gagne, 1968)
- Engytatus andinus (Carvalho & Becker, 1958)
- Engytatus arida (Gagne, 1968)
- Engytatus aristidesi (Carvalho, 1975)
- Engytatus confusa (Perkins, 1911)
- Engytatus cyrtandrae (Gagné, 1969)
- Engytatus floreanae (Gagne, 1968)
- Engytatus gummiferae (Gagne, 1968)
- Engytatus hawaiiensis (Kirkaldy, 1902)
- Engytatus helleri (Gagne, 1968)
- Engytatus henryi Polhemus, 2018
- Engytatus itatiaianus (Carvalho, 1980)
- Engytatus lacteus (Spinola, 1852)
- Engytatus lysimachiae (Carvalho & Usinger, 1960)
- Engytatus marquesanus (Knight, 1938)
- Engytatus minutus (Knight, 1938)
- Engytatus modestus (Distant, 1893)
- Engytatus nicotianae (Koningsberger, 1903)
- Engytatus passionarius Minghetti, Maestro & Dellapé, 2021
- Engytatus perplexa (Gagné, 1969)
- Engytatus phyllostegiae (Carvalho & Usinger, 1960)
- Engytatus quitoensis (Carvalho & Gomes, 1968)
- Engytatus rubescens (Distant, 1884)
- Engytatus seorsus (Van Duzee, 1934)
- Engytatus sidae (Gagné, 1969)
- Engytatus similaris (Carvalho, 1947)
- Engytatus tabaci (Froggatt, 1920)
- Engytatus terminalis (Gagné, 1969)
- Engytatus tuberculatus (Knight, 1938)
- Engytatus varians (Distant, 1884)